# Ghiurche, Harghita
Ghiurche (maghiară Gyürke) este un sat în comuna Ciucsângeorgiu din județul Harghita, Transilvania, România. Se află în partea de sud-est a județului, în Munții Ciucului.